# 아틀레틱 빌바오
아틀레틱 클루브 데 빌바오(Athletic Club de Bilbao, 바스크어: Bilboko Athletic Kluba, 빌바오의 체육단)은 흔히 아틀레틱 빌바오(스페인어: Athletic Bilbao), 혹은 줄여서 아틀레틱(스페인어: Athletic)으로 알려진 스페인 바스크주의 빌바오를 연고로 하는 축구 구단이다. 빌바오는 사자 군단(Los Leones)으로도 수식되는데, 이는 안방이 성 마메스(San Mamés) 교회 인근에 건설되었기 때문이다. 마메스는 로마 제국이 사자 제물로 삼은 초창기 기독교인이었다. 마메스는 사자를 진정시켜 훗날 성인으로 추앙받았다. 빌바오는 안방 경기를 산 마메스 경기장에서 치른다. 구단의 고유 유니폼은 하얀색과 빨간색의 줄무늬 상의에 검은 하의로 구성되어 있다.
아틀레틱은 8차례 라 리가를 우승해 리그에서 4번째로 많은 우승을 거두었다. 코파 델 레이는 24번 우승하여 바르셀로나 다음으로 가장 많은 대회 우승 횟수를 기록했다. 빌바오는 리그와 컵 모두 바스크 연고 구단들 중 가장 많이 우승한 가장 성공적인 구단이다. 아틀레틱은 여자부도 운영하는데, 5번의 프리메라 디비시온 페메니나를 우승을 거둔 손꼽히는 여자 축구 명문 구단이다.
아틀레틱은 1929년 프리메라 디비시온 출범부터 현재까지 1부 리그 강등된 적 없는 3개 구단들 중 하나로, 나머지 1부 리그에서 강등된 적 없는 구단들은 레알 마드리드와 바르셀로나였다. 이 세 구단들과 오사수나는 스페인에서 스포츠 공개 유한 법인이 아닌 4개 구단이다. 위의 네 구단은 구단 회원들이 운영권을 잡고 있다. 아틀레틱의 주 경쟁 구단은 레알 소시에다드로 두 구단 간의 경기는 에우스칼 데르비아라고 불리며, 레알 마드리드와는 체육 및 정체성을 이유로 경쟁 관계이며, 바르셀로나와도 역사적인 이유로 경쟁 구도를 두고 있다. 아틀레틱은 오랜 세월을 거쳐 알라베스, 에이바르, 그리고 오사수나와 같은 구단들과도 바스크 리그 더비 경기를 치렀다.
아틀레틱은 유소년부 정책으로 전도유망한 바스크 선수들을 입교시키는 것은 물론 타 바스크 구단에서도 선수들을 영입했다. 아틀레틱은 공식 정책에 따라 스페인의 비스카이아, 기푸스코아, 그리고 알라바와 프랑스의 라부르, 술르, 그리고 하부 나바르 등의 대 바스크 지역 출신이거나 축구를 배운 선수들만이 입단 가능했다.
1911년을 기점으로, 아틀레틱은 자체 규정에 따라 바스크인인지 확인받아야 했다. 이러한 정책을 쓰는 빌바오는 타지에 유사한 정책을 치르지 않는 특이한 구단이다. 아틀레틱의 정책은 모두 찬사와 비판을 한번에 받았다. 구단은 자체 선수를 육성해 구단에 충성심 높은 선수를 둔 것으로 높은 평가를 받았다. 예외적으로 감독진은 스페인은 비(非)바스크 지역은 물론 해외 지역의 구단과 마찬가지로 바스크 출신 원칙이 적용되지 않는다.
비록 '체육단'이라는 명칭을 쓰지만, 여러 다른 스포츠 종목을 운영하는 스페인의 타 구단들과 다르게 종합 스포츠 구단이 아닌 축구 전용 구단이나, 1930년대에 스페인 내전이 발발하기 전에 사이클링 부서를 운영한 적도 있다.

## 역사

### 빌바오 축구단, 아틀레틱 클루브 그리고 클루브 비스카야

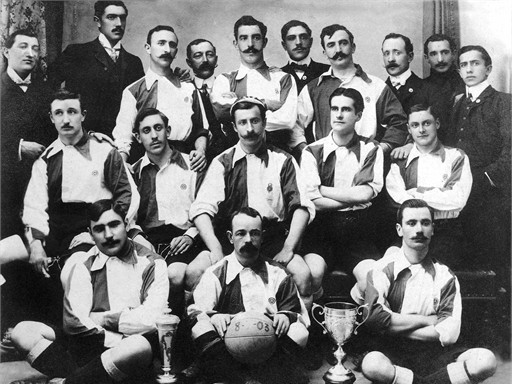
아틀레틱 클루브는 1903년에 코파 델 레이 첫 우승을 거두었다. 가운데가 후안 데 아스토르키아

빌바오에 축구가 전래된 것은 영국에서 두 부류의 단체가 들어오면서부터였다: 영국인 노동자와 영국 유학 후 복귀한 바스크 학생들이 축구를 가지고 왔다. 19세기 말, 빌바오는 공업 활동이 활발한 지역으로 잉글랜드 북동부 광부들과 사우샘프턴, 포츠머스, 그리고 선덜랜드의 항만 노동자 등의 다수의 외지 노동자들이 유입했다. 이들은 축구를 빌바오에 전래해 빌바오 축구단(Bilbao Football Club)을 창단했다. 한편 후안 데 아스토르키아 등 바스크 부호의 고등 교육을 받은 자제들은 영국에서 상위 교육을 수료받고, 축구에 관심을 보이다가 복귀하여 영국인 노동자들과 경기를 뛰었다. 1898년, 후안 데 아스토르키아와 루이스 아스토르키아를 비롯해 몇몇 학생들이 영어 철자로 아틀레틱 클루브(Athletic Club)라는 구단을 창단했다.
1901년, 가르시아 카페에서의 회의로 규정 및 규칙을 체계화시켰다. 1902년, 두 구단은 합쳐져 클루브 비스카야가 만들어졌고, 초대 회장으로 후안 데 아스토르키아를 선임해 초대 코파 델 레이에 참가해 우승을 거두었다. 결국 두 구단은 합병하여 1903년에 아틀레틱 클루브(Athletic Club)가 되었다. 같은 해, 후안 데 아스토르키아 회장의 임기에 바스크 학생들은 스페인 수도에 아틀레틱 클루브 마드리드(Athletic Club Madrid)를 창단해 오늘날의 아틀레티코 마드리드에 이르렀다. 구단은 1898년을 창단 연도로 보고 있다.

### 코파 델 레이

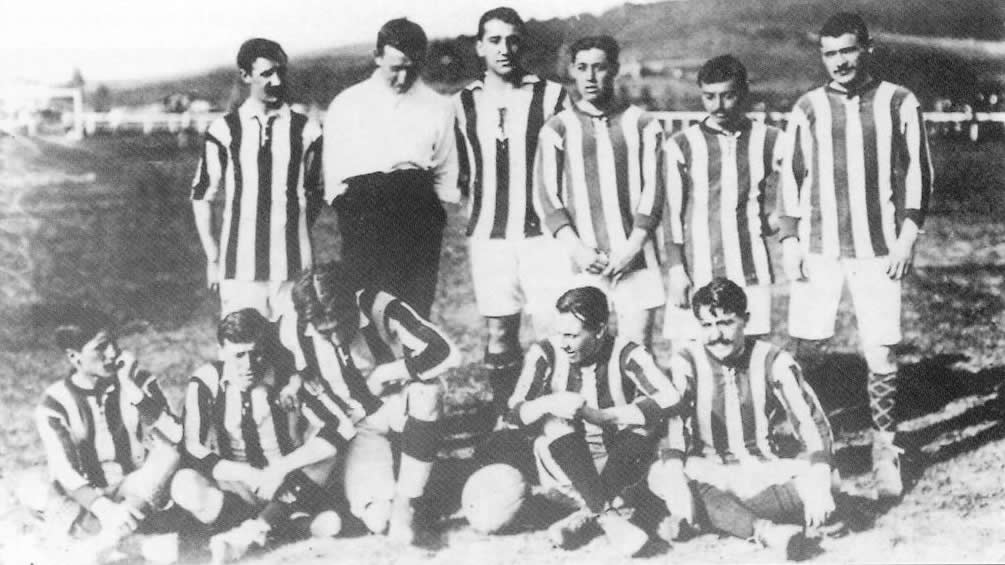
1911년 코파 델 레이의 우승 주역들

아틀레틱은 초창기 코파 델 레이에 단골로 참가했다. 클루브 비스카야(Club Bizcaya)의 구단 명칭으로 첫 우승을 거둔 것에 이어, 1903년에 신생 아틀레틱 빌바오는 또다시 우승을 거두었는데, 두 경우 모두 후안 데 아스토르키아가 회장 겸 주장으로 있을 당시 거둔 성공이었다. 1904년, 같은 대회에서 상대가 불참하면서 우승을 거두었다. 1907년, 비스카이노 연합(Union Vizcaino)와 통합 선수단을 구성해 구단명을 다시 클루브 비스카야로 환원하기도 했다. 짧은 침체기 후, 빌바오는 1910년에 또 우승을 거두었는데, 루이스 데 아스토르키아가 신임 주장과 골키퍼로서 1910년 코파 델 레이를 우승하고 1914년부터 1916년까지 3년 연속으로 대회 우승을 거두었다. 당시 활약한 거성으로는 피치치가 있었는데, 피치치는 1913년에 산 마메스 구장의 1호골 주인공으로, 1915년 컵대회 결승전에서 해트트릭을 기록했다. 라 리가 득점왕에게 주어지는 상은 그를 기리기 위해 그의 별칭을 땄다.

### 라 리가 출범
레알 우니온, 아레나스 게초, 그리고 레알 소시에다드도 라 리가 1929년에 출범 당시 참가한 다른 바스크 구단들이었고, 1930년에는 알라베스가 참가해 총 10개 프리메라 디비시온에 참가하는 구단들 중 5개 구단이 바스크주 연고였다. 구단의 좌우명인 "우리 동네에서 난 선수단과 지지만 있으면, 외부 영입은 필요없다"(Con cantera y afición, no hace falta importación)는 초창기에 통했다.

### 프레드 펜틀랜드 시대

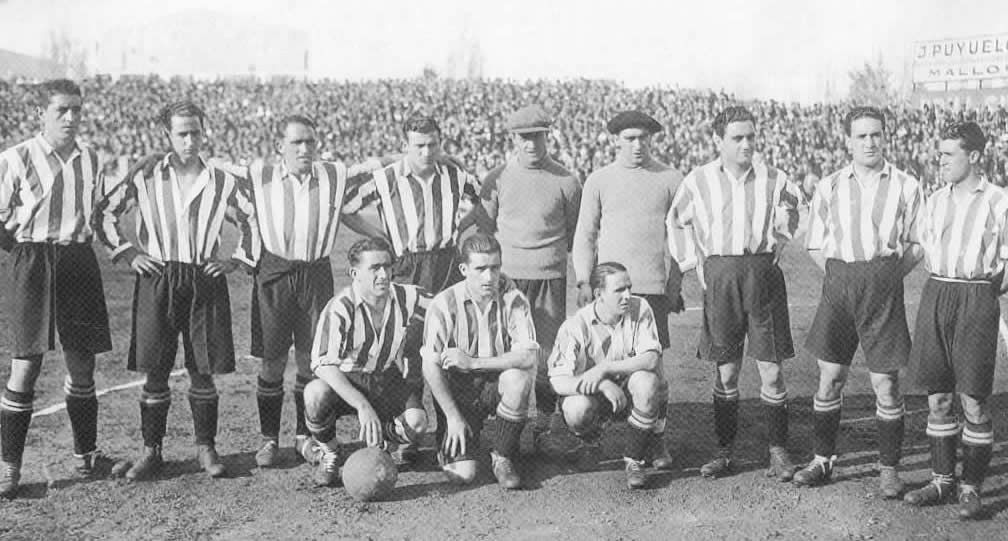
1930-31 시즌 우승 주역

1921년, 잉글랜드 출신 프레드 펜틀랜드가 사령탑으로 취임했다. 1923년, 그는 구단의 코파 델 레이 우승을 이끌었다. 그는 아틀레틱의 경기 전개 방식에 혁명을 가져왔는데, 공을 짧고 간결하게 주고받도록 했다. 1927년, 펜틀랜드는 아틀레틱을 떠났지만 1929년에 복귀해 1930년과 1931년에 구단의 라 리가와 컵대회 연속 2관왕을 이끌었다. 1931년, 아틀레틱은 바르셀로나를 12-1로 박살냈는데, 이는 리그 역사상 최다 점수차 경기였다.

### 가벗 감독 임기의 리그 우승
아틀레틱은 또다른 영국인 감독 윌리엄 가벗 감독의 지휘 하에 또다시 성공을 거두었다. 가벗 감독은 스페인 무대 1년차를 라 리가 우승으로 성공리에 마쳤다. 그는 기예르모 고로스티사와 바타와 같은 재능 있는 공격수를 인계받았다.
가벗은 당시 신예였던 17세의 앙헬 수비에타를 1군으로 올려놓았는데, 수비에타는 당시 스페인 국가대표팀 역대 최연소 출전 기록을 세웠다. 1936년 4월 19일, 오비에도와의 안방 경기에서 2-0으로 이기면서, 빌바오는 준우승을 거둔 마드리드 체육단을 2점차로 제치고 리그 우승을 거두었다. 1936년 7월, 축구는 스페인 내전 발발로 중단되었다. 중단된 리그는 1939-40 시즌에 재개되었다. 아틀레틱 클루브는 1942-43 시즌 전까지 우승을 추가하지 못했는데, 가벗은 당시 강제로 출국당했다.

### 아틀레티코 빌바오

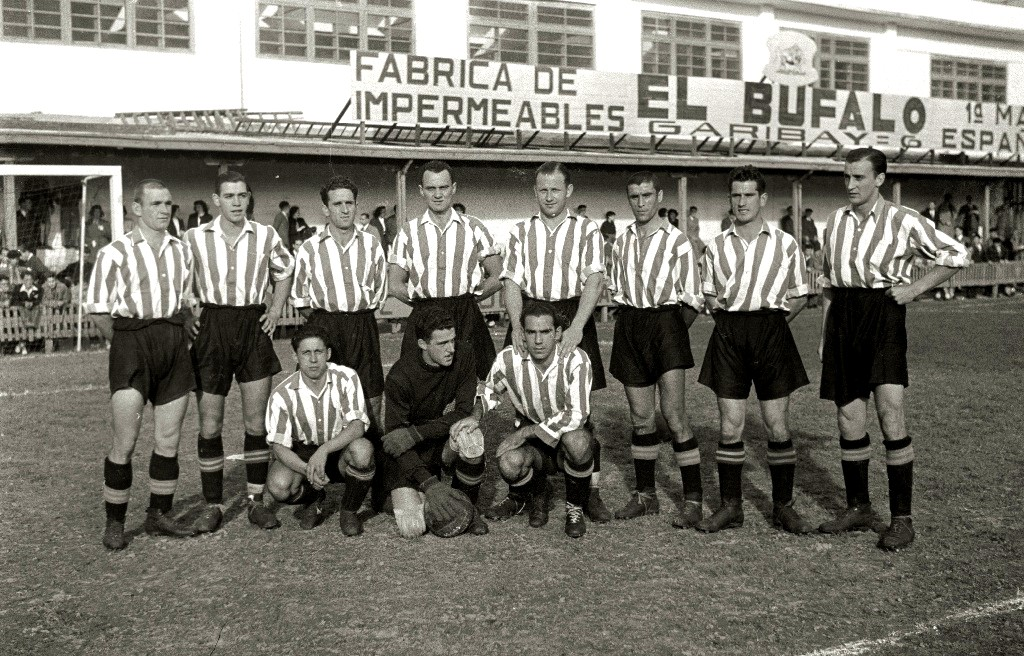
아토차의 레알 소시에다드와 아틀레틱 빌바오 간 바스크 더비

1941년, 구단은 프랑코의 정책 발표에 따라 구단명을 아틀레티코 빌바오(Atlético Bilbao)로 개칭했다. 같은 해 텔모 사라가 신고식을 치렀다. 그는 아틀레틱 소속으로 모든 대회를 통틀어 294번의 득점을 기록했다. 그는 1950-51 시즌에 38골을 기록해 60년 동안 역대 단일 시즌 최다 득점 기록을 세웠다.
1942-43 시즌, 구단은 2관왕을 달성했고, 1944년과 1945년에 연달아 컵 정상을 지켰다. 1950년대 초, 구단은 사라, 파니소, 라파 이리온도, 베낭시오, 그리고 아구스틴 가인사와 같은 전설적인 공격진을 배출했다. 이 공격진은 1950년에 또다시 코파 델 헤네랄리시모 우승을 견인했다. 페르디난트 다우치크 감독의 임기에 빌바오는 1955-56 시즌 다시 2관왕을 달성했으며, 1955년과 1958년에도 코파 우승을 추가했다. 1956년에 2관왕을 달성하면서 유러피언컵 무대에도 첫 선을 보였다.
1960년대는 레알 마드리드와 아틀레티코가 리그를 지배하던 시기로 1969년 코파 델 헤네랄리시모 우승이 같은 시기 딱 1번 거둔 우승이나, 구단의 전설적인 골키퍼 호세 앙헬 이리바르가 등장했다.

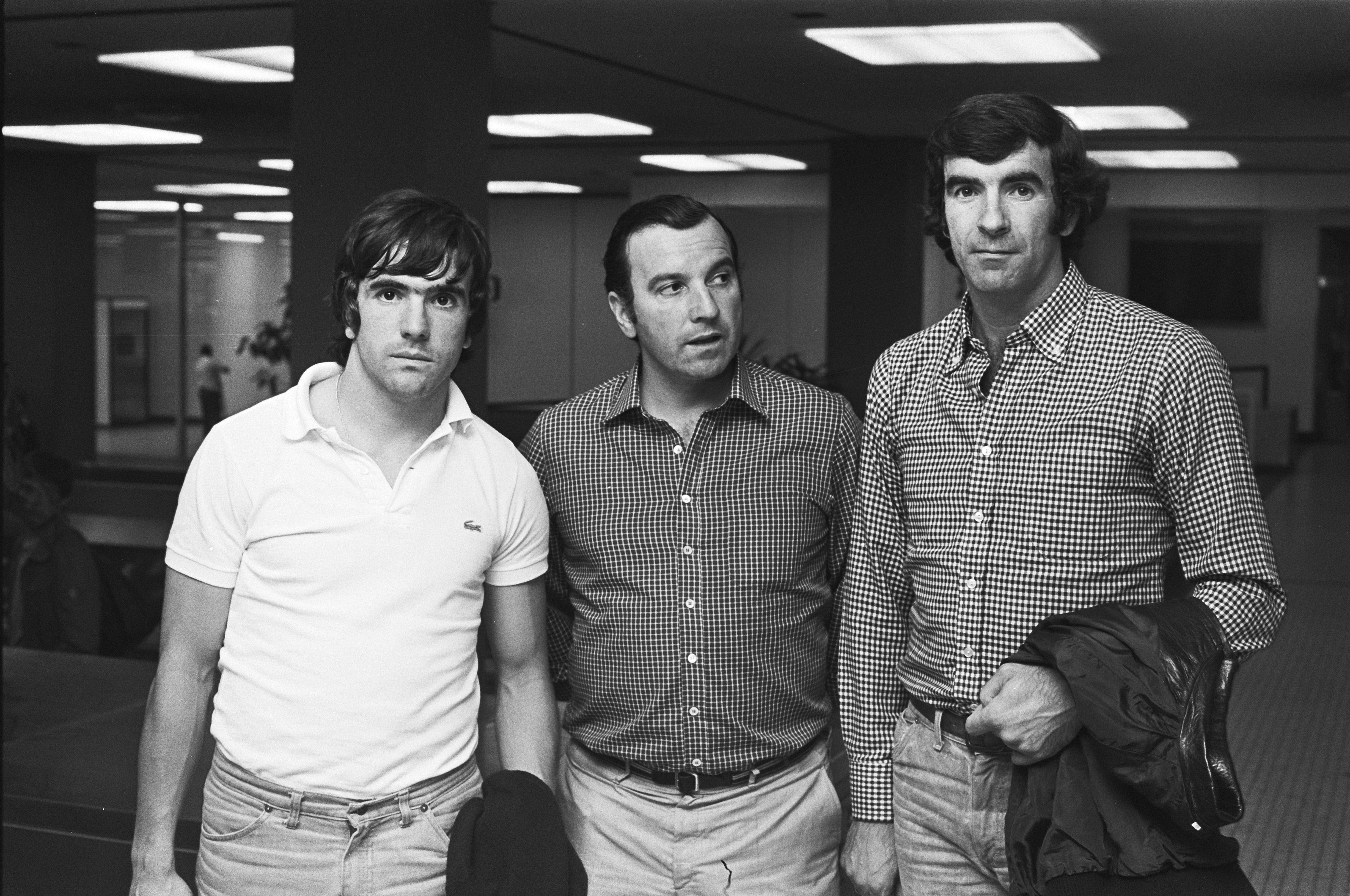
1970년대 주요 선수들인 다니(왼쪽)와 이리바르(오른쪽)가 아기레 감독(가운데)과 함께 서 있다.

1970년대에도 상황은 호전되지 않았고, 1973년 코파 델 헤네랄리시모 우승이 유일한 우승이었다. 1976년 12월, 레알 소시에다드와의 경기를 앞두고, 이리바르와 레알 소시에다드 주장 이나시오 코르타바리아는 바스크 깃발인 이쿠리냐를 경기장 중앙에 가져다 놓는 의식을 치렀는데, 이는 프란시스코 프랑코 사후 공적인 장소에 이쿠리냐를 선보인 사례였다. 1977년, 아틀레틱은 UEFA컵 결승전까지 올라갔지만, 유벤투스에 원정 다득점 원칙에 따라 석패했다. 같은 시기 프랑코 정권이 종말을 맞이하면서 구단 명칭을 이전의 아틀레틱(Athletic)으로 환원했다.

### 클레멘테의 임기
1981년, 하비에르 클레멘테가 지휘봉을 잡았다. 그는 구단 역사상 손꼽히는 성공기를 열었다. 1983년, 아틀레틱은 27년 만에 리그 정상에 올랐고, 이듬해에는 라 리가와 코파 델 레이를 동시에 석권해 2관왕을 달성했다. 1985년과 1986년에도 아틀레틱은 리그에서 3위, 4위라는 준수한 성적을 냈다. 클레멘테의 아틀레틱 선수단은 잔혹한 경기 방식으로 악명이 높았다. 구단은 클레멘테가 떠난 이래 주요 대회 우승을 거두는데 실패했다. 클레멘테의 뒤를 이어 호세 앙헬 이리바르, 하워드 켄덜, 유프 하인케스, 그리고 하비에르 이루레타 등의 쟁쟁한 감독이 구단을 이끌었고, 클레멘테가 이후에 복귀하기도 했지만, 누구도 80년대 초중반의 성공을 재현하지 못했다.

### 페르난데스의 임기
1998년, 루이스 페르난데스가 라 리가 준우승의 성적을 거두고 챔피언스리그 진출권을 획득했다. 페르난데스는 구단의 유소년 정책 유연화의 수혜자였다. 1995년, 아틀레틱은 지역 경쟁 구단인 레알 소시에다드로부터 호세바 에체베리아를 영입하였는데, 이 영입으로 두 구단 간의 감정이 나빠졌다. 에체베리아는 라파엘 알코르타와 훌렌 게레로와 더불어 1997-98 시즌의 주축 선수였다.

### 21세기
빌바오는 2005-06 시즌과 2006-07 시즌에 연속으로 간신히 강등을 면했고, 2006-07 시즌의 경우에는 구단 역대 최악의 리그 성적을 거두었다. 2008-09 시즌, 구단은 24년 만의 코파 델 레이 결승전에 진출했지만, 바르셀로나에 1-4로 패했다.

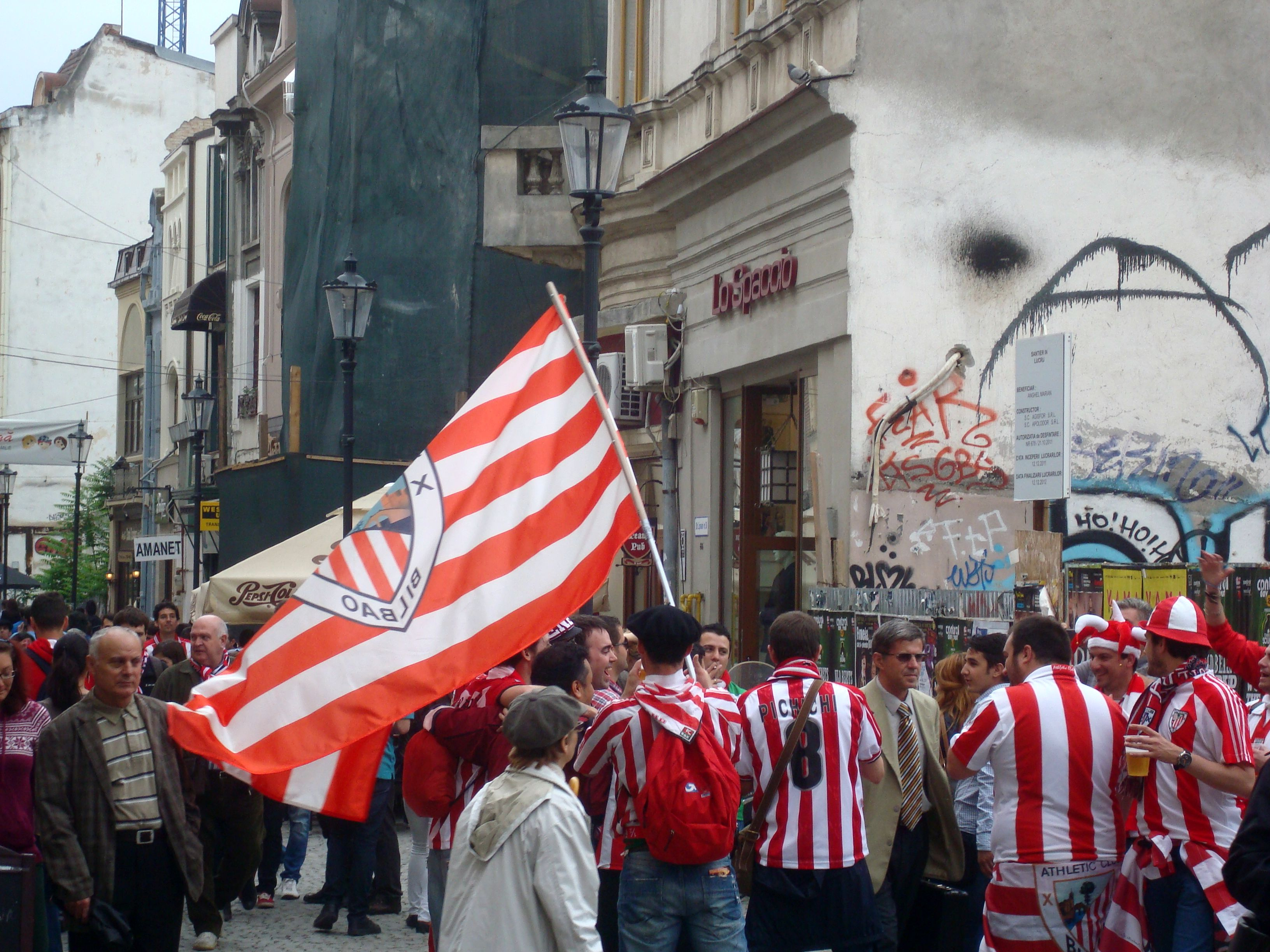
2012년, 유로파리그 결승전을 앞두고 부쿠레슈티에 웅집한 아틀레틱 빌바오 지지자들

2011-12 시즌을 앞두고, 구단의 전 선수였던 호수 우루티아가 새 회장으로 취임해 마르셀로 비엘사를 사령탑으로 내정했다. 아틀레틱은 1977년 이래 사상 첫 유럽대항전 결승전에 진출했지만, 2012년 5월 9일에 부쿠레슈티의 아레나 나치오날러에서 벌어진 유로파리그 결승전에서 같은 스페인 리그에 소속된 아틀레티코 마드리드에 0-3으로 완패했다. 같은 해 코파 델 레이에서도 결승전까지 올랐지만, 이번에도 바르셀로나에 패해 우승이 무산되었다.
그러나, 중원의 기둥 하비 마르티네스가 바이에른 뮌헨으로 이적하면서 선수단은 다시 흔들렸다. 아틀레틱은 유로파리그 조별 리그에서 탈락했고, 코파 델 레이도 같은 바스크 연고의 3부 리그 구단인 에이바르에 패해 탈락했다. 심지어 시즌 말에는 강등권까지 뒤처졌고, "구" 산 마메스에서 벌어진 리그 최종전도 패배로 끝났다. 아틀레틱은 일부만 완공된 신구장으로 이주했다. 비엘사는 젊은 수비수 에므리크 라포르트를 1군으로 승격시켰고, 페르난도 요렌테를 유벤투스에 자유이적으로 보냈다.

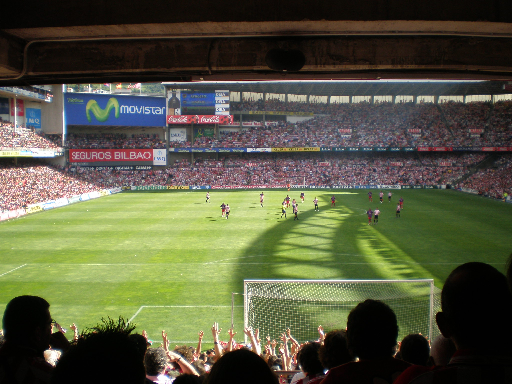
2007년의 '구' 산 마메스

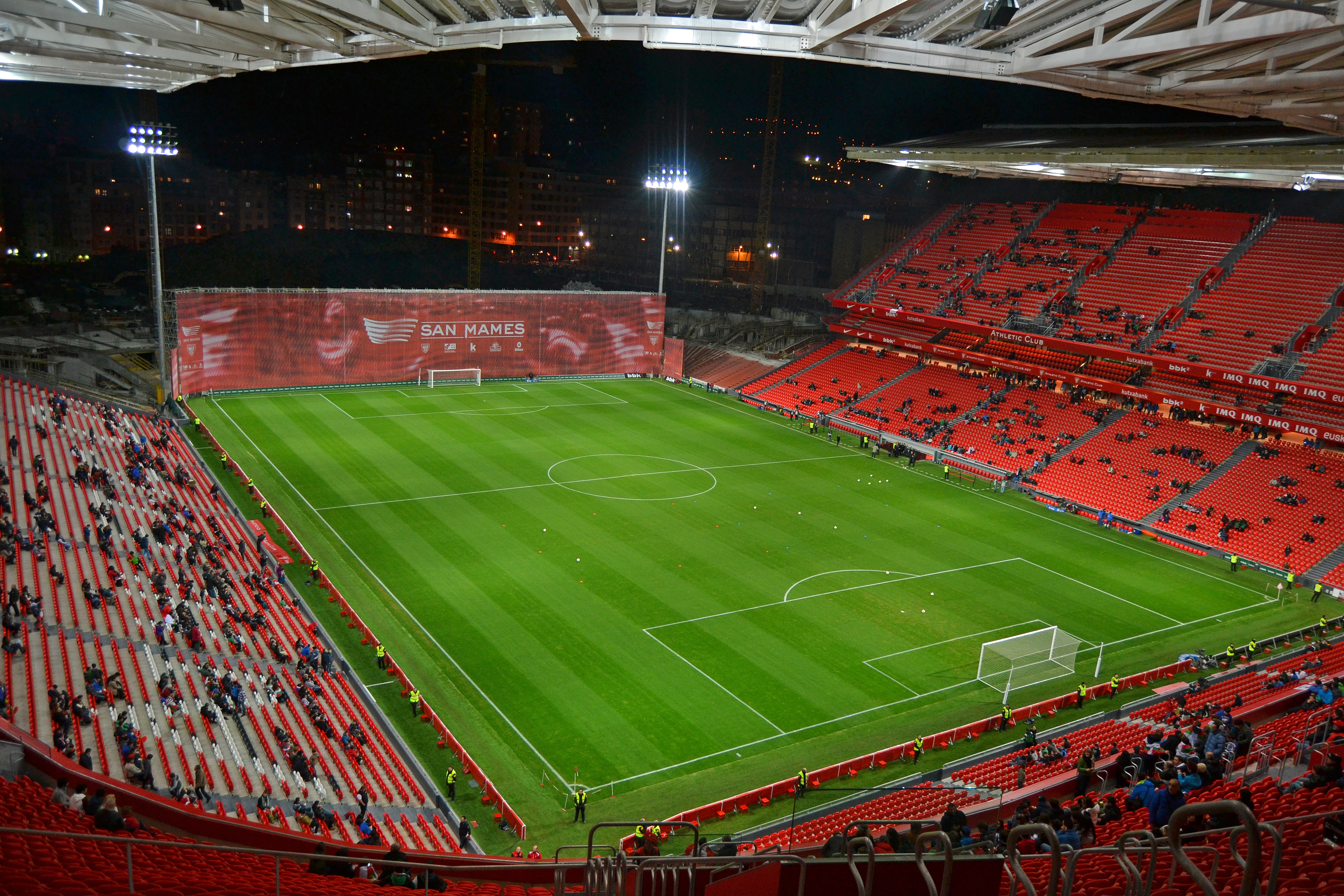
2013년 일부분만 완성된 '신' 산 마메스

비엘사의 바통을 이어받은 에르네스토 발베르데는 두 번째 임기를 시작했고, 몇몇 선수들을 영입하고 1군으로 승격해 선수단을 정비했고, 아틀레틱은 리그를 4위로 마감해 챔피언스리그 진출권을 획득했다. 안데르 에레라는 시즌 끝에 €36M의 이적료로 맨체스터 유나이티드행이 확정되었다.
아틀레틱은 완공된 신 산 마메스의 만원 관중 첫 경기를 승리로 장식했는데, 나폴리를 이긴 빌바오는 챔피언스리그 조별 리그에 올라갔지만, 조별 리그에서 3위에 그치며 더 나아가지 못했다. 2015년, 아틀레틱은 또다시 코파 델 레이 결승전에 올라갔지만, 바르셀로나에게 다시 한 번, 이번에는 1-3으로 패하였다.
2015년 8월, 아틀레틱은 산 마메스에서 벌어진 수페르코파 데 에스파냐 1차전 경기에서 아리츠 아두리스의 해트트릭에 힘입어 바르셀로나를 4-0으로 완파했다. 아틀레틱은 캄 노우에서 벌어진 2차전에서 1-1로 버텨내며 1984년 이래 사상 첫 대회 우승을 거두었다. 아두리스는 모든 대회를 통틀어 2015-16 시즌에 36골을 기록했다. 같은 해, 아틀레틱은 유로파리그에서 8강까지 진출했지만, 나중에 우승을 거두는 세비야에게 승부차기 끝에 석패했다.
2016-17 시즌 끝에, 발베르데는 4년 동안 이끌은 빌바오 선수단과 결별했다. 그의 후임은 전에 빌바오 선수로도 활약했던 호세 앙헬 시간다로 2군 빌바오 아틀레틱에서 승격하여 1군 감독으로 취임했다. 2017년 11월 29일, 빌바오는 포르멘테라와의 코파 델 레이 32강전에서 충격패를 당했다. 부진한 시즌 끝에 시간다는 해임되었고, 후임으로 에두아르도 베리소가 취임했다. 그러나 베리소 또한 성과를 내지 못했고, 2018년 12월에는 베리소 임기 처음 15번의 경기 중에 단 2승밖에 거두지 못하며 강등권에 뒤처졌고, 베리소도 경질되었다. 2군 감독인 가이스카 가리타노가 후임이 되었고, 성적적으로 개선의 여지를 보였는데, 빌바오는 강등권을 탈출해 최종전 끝에 유로파리그 진출권을 아깝게 놓쳤다.
2019-20 시즌 초에는 구단 성적 면에서 안정을 되찾았다. 처음 5번의 경기에서 사자 군단은 리그 상위권에 올랐는데, 빌바오는 26년 만에 리그에서 역대 최고 성적을 거두었다. 그러나, 빌바오는 좋은 행보를 이어나가지 못했는데, 시즌 중반이 되면서, 빌바오는 며칠 만에 리그 중위권으로 가라앉았다. 이와 대조되게, 코파 델 레이에서는 2부 리그 구단을 상대로 2차례 승부차기로 이겼고, 이후 바르셀로나를 잡고 준결승전에 진출했다. 구단은 이후 그라나다를 준결승전에서 꺾고 같은 바스크주의 경쟁 구단 레알 소시에다드를 결승전에서 만났다. 결승전은 스페인의 코로나19 범유행으로 연기되었는데, 두 구단 모두 역사적인 바스크 더비 경기를 볼 수 있을 때로 연기시킬 수 있어서 만족했다. 그러나, 그들의 바람대로 관중이 있는 경기장에서 결승전을 치르지 못했고, 결승전은 관중이 없는 경기장에서 2021년 4월 3일에 진행되었으며, 레알 소시에다드와의 경기는 0-1 패배로 끝났다. 결승전 당일 아두리스는 현역에서 은퇴했고, 가리타노의 뒤를 이어 마르셀리노가 후임 감독으로 취임했고, 연기된 컵 결승전을 치른 후 진행할 예정이었던 수페르코파 데 에스파냐도 이미 진행된 상태로, 아틀레틱이 레알 마드리드와 바르셀로나를 연달아 이기고 대회 정상을 차지했다. 빌바오는 코파 델 레이 2020-21에서도 레반테를 준결승전에 이기고 2021년 4월 17일에 치러질 결승전 진출을 확정지었는데, 2주 안에 두 차례의 같은 대회 경기에 참가하는 유일한 구단이 되었다. 그러나, 아틀레틱은 이번에도 우승이 좌절되었는데, 바르셀로나에게 0-4로 대패했다. 2021년 10월, 스포츠과학 국제 센터(CIES)의 보고서에 따르면 아틀레틱 빌바오는 우크라이나의 데스나 체르히니우와 함께 외국인 선수 없이 유럽대항전에 오른 유이한 구단으로 기록되었다.

## 유니폼

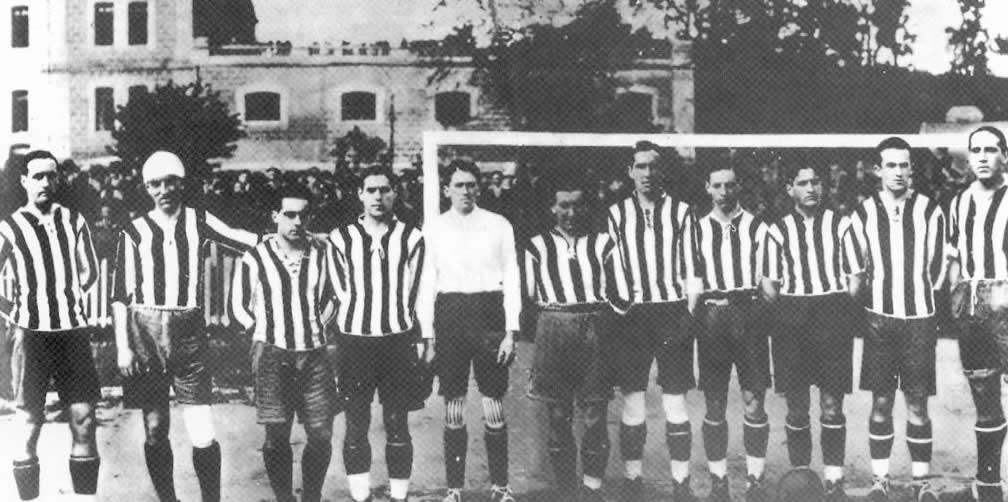
아틀레틱의 1921년 코파 델 레이 우승 주역

아틀레틱은 초창기에 별다른 특징이 없는 백색 유니폼을 착용했으나, 1902-03 시즌을 기점으로 후안 모세르가 건낸 청색과 백색이 세로 방향으로 반반 나뉘는 상의에 백색 하의로 구성된 지금 블랙번 로버스와 유사한 유니폼이 첫 공식 유니폼으로 채택되었다. 이후, 후안 엘로르두이라는 빌바오의 젊은 학생이 런던에서 1909년 성탄절을 보냈는데, 25벌의 새 구단 유니폼을 구매해야 했지만 목표를 달성하지 못했다. 빌바오로 돌아가는 배편을 기다리는 와중에, 엘로르두이는 승선할 인근 사우샘프턴의 구단 색상이 빌바오의 시 상징 색상과 같다는 것을 알게 되었고, 유니폼 50장을 구매해 빌바오로 돌아왔다. 빌바오에 복귀한 후, 구단 이사진은 즉시 선수단 유니폼을 줄무늬 유니폼으로 교체했고, 1910년을 기점으로 아틀레틱은 적색과 백색 줄무늬 유니폼을 사용했다. 엘로르두이가 산 50벌의 유니폼 중 절반은 아틀레티코 마드리드에 보내졌는데, 엘로르두이는 아틀레티코 마드리드의 위원회원 일원이자 전 선수였기 때문이다. 본래 아틀레티코 마드리드는 아틀레틱 빌바오의 유소년부에서 시작했었다. 청색과 백색 유니폼에서, 적색과 백색 유니폼으로 교체하기 전, 적색과 백색 줄무늬 유니폼을 입었던 다른 구단은 스포르팅 히혼이 있었는데, 이들은 1905년부터 백적 줄무늬 유니폼을 채택했다.
아틀레틱은 유니폼에 후원사를 가장 마지막으로 새기기 시작한 구단들 중 하나였다. 2004-05 시즌의 UEFA컵과, 코파 델 레이에서는 바스크 정부의 10여만 유로의 후원에 "에우스카디"라고 새겨진 녹색 유니폼을 입었다. (유니폼 색상의 적색, 백색, 그리고 녹색은 바스크 깃발에서 따왔다). 2008년에 정책이 변경되면서, 아틀레틱은 비스카이아 토착 정유회사인 페트로노르와 €2M의 유니폼 후원 계약을 체결했다. 2011년, 아틀레틱은 바스크 깃발에서 영감을 받은 새 원정 유니폼을 공개했다. 아틀레틱의 현 유니폼 후원사는 쿠차 상호저축은행이다.
2001년부터 2009년까지 아틀레틱은 구단 자체적으로 유니폼을 제작했는데, 제작사는 100% 아틀레틱으로 100주년을 자축하기 위해 제작사를 명명하였다.

## 문양

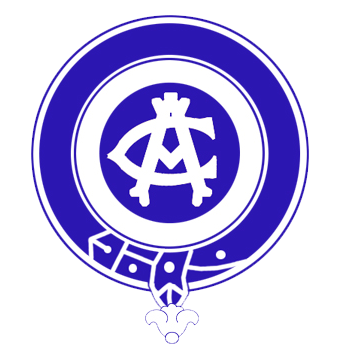
1903년 AC 문양

아틀레틱의 문양은 빌바오와 비스카이아도의 휘장에서 유래했다. 빌바오의 문양에서 따온 부분은 성 안톤 교회의 다리과 교회, 그리고 1300년대에 빌바오를 세운 영주인 아로 가문의 늑대이다. 비스카이아도 문양에서 따온 부분은 게르니카의 나무(Gernikako Arbola)와 성 안드레아 십자가(대각선 십자가)이다. 위 특징이 들어간 문양이 처음 사용된 시기는 1922년이었다.

1913년 깃발

구단의 첫 문양은 혁대로 둥글게 철자 A와 C가 새겨진 흰색 부분을 둘러싼 둥근 모양이다.(당시 구단 색상과 동일한 색상이었다) 이후 1910년에 구단 문양이 바뀌었는데, 새 유니폼 색상에 맞추어 문양도 적색과 백색으로 변경되었고, 구단 약자인 AC가 백색으로 좌측 상단 붉은 귀퉁이에 새겨졌다. 1913년 문양은 직전 문양과 동일하지만, 깃발이 깃대에 걸려 축구공을 감싸고 있는 형태이다.(현 레알 소시에다드 문양과 유사하나 왕립 칭호가 없기에 왕관이 없다)

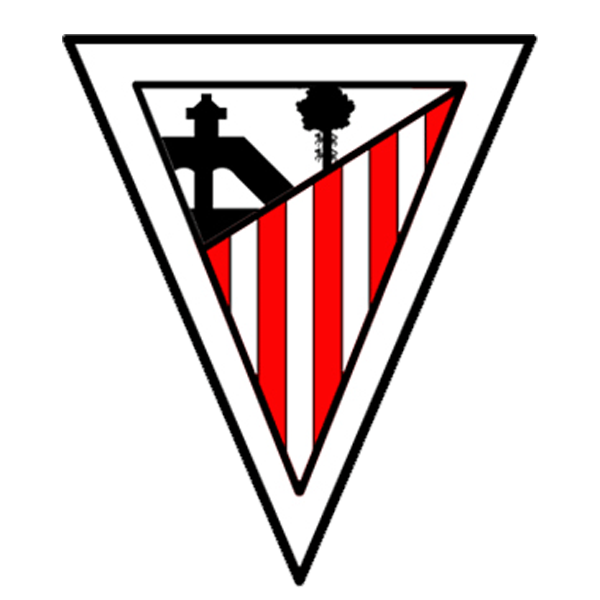
1922년 문양

현 문양의 형태를 갖춘 때는 1922년으로, 역삼각형 방패에 빌바오를 상징하는 적색과 백색이 문양 하부를 채웠다. 이러한 문양은 여러 차례 변화를 거치며 사용되었는데, 빌바오 구단의 지사였던 아틀레티코 마드리드와 문양이 비슷했다. 1941년, 현 구단 문양이 처음으로 사용되었는데, 프란시스코 프랑코 총통의 철권통치기에 비스페인어 작명 사용 금지에 따라 "아틀레티코 빌바오"(Atlético Bilbao)라고 구단명이 새겨졌다. 1972년, 구단은 초창기 문양 형태로 회귀해 영어 명칭인 "아틀레틱 클럽"을 다시 사용하게 되었다. 2008년에, 문양이 약간 변경되었는데, "아틀레틱 클럽"의 구단명에 새로운 서체를 사용하게 되었다.

## 선수

### 현재 선수 명단
2024년 8월 30일 기준
참고: FIFA 자격 규정에 따라 소속된 국가대표팀 국기를 표시합니다. 선수는 복수의 FIFA 비회원국 국적을 가지고 있을 수 있습니다.
| 번호 | 포지션 | 국적 | 이름                               |
| ---- | ------ | ---- | ---------------------------------- |
| 1    | GK     |      | 우나이 시몬                        |
| 2    | DF     |      | 안도니 고로사벨                    |
| 3    | DF     |      | 다니엘 비비안                      |
| 4    | DF     |      | 아이토르 파레데스                  |
| 5    | DF     |      | 예라이 알바레스                    |
| 6    | MF     |      | 미켈 베스가                        |
| 7    | FW     |      | 알렉스 베렝게르                    |
| 8    | MF     |      | 오이안 산세트                      |
| 9    | FW     | 가나 | 이냐키 윌리암스 (부주장)           |
| 10   | FW     |      | 니코 윌리암스                      |
| 11   | FW     |      | 알바로 잘로                        |
| 12   | FW     |      | 고르카 구루세타                    |
| 13   | GK     |      | 훌렌 아기레사발라                  |
| 14   | DF     |      | 우나이 누녜스 (셀타 비고에서 임대) |

| 번호 | 포지션 | 국적 | 이름                        |
| ---- | ------ | ---- | --------------------------- |
| 15   | DF     |      | 이니고 레쿠에               |
| 16   | MF     |      | 이니고 루이스 데 갈라레타   |
| 17   | DF     |      | 유리 베르치체               |
| 18   | MF     |      | 오스카르 데 마르코스 (주장) |
| 19   | FW     |      | 하비에르 마르톤             |
| 20   | MF     |      | 우나이 고메스               |
| 21   | MF     |      | 안데르 에레라               |
| 22   | FW     |      | 니코 세라노                 |
| 23   | MF     |      | 미켈 하우레기자르           |
| 24   | MF     |      | 베냐트 프라도스             |
| 26   | GK     |      | 알렉스 파디야               |
| 32   | DF     |      | 아다마 보이로               |
| 33   | FW     |      | 아인게루 올라바리에타       |

### 차출된 2군 선수
참고: FIFA 자격 규정에 따라 소속된 국가대표팀 국기를 표시합니다. 선수는 복수의 FIFA 비회원국 국적을 가지고 있을 수 있습니다.
| 번호 | 포지션 | 국적 | 이름                |
| ---- | ------ | ---- | ------------------- |
| 28   | MF     |      | 페이오 카날레스     |
| 29   | MF     |      | 베냐트 게레나바레나 |

| 번호 | 포지션 | 국적 | 이름                  |
| ---- | ------ | ---- | --------------------- |
| 30   | DF     |      | 아이마르 두냐베이티아 |
| 34   | GK     |      | 오이에르 가스테시     |

### 임대 중인 선수
참고: FIFA 자격 규정에 따라 소속된 국가대표팀 국기를 표시합니다. 선수는 복수의 FIFA 비회원국 국적을 가지고 있을 수 있습니다.
| 번호 | 포지션 | 국적 | 이름                                   |
| ---- | ------ | ---- | -------------------------------------- |
| —    | DF     |      | 우고 링콘 (미란데스로 임대)            |
| —    | DF     |      | 우나이 에길루스 (미란데스로 임대)      |
| —    | MF     |      | 우나이 벤세도르 (라싱 산탄데르로 임대) |

| 번호 | 포지션 | 국적 | 이름                            |
| ---- | ------ | ---- | ------------------------------- |
| —    | FW     |      | 아두 아레스 (사라고사로 임대)   |
| —    | FW     |      | 우르코 이세타 (미란데스로 임대) |

## 감독진
| 지위        | 이름                               |
| ----------- | ---------------------------------- |
| 감독        | 에르네스토 발베르데                |
| 수석 코치   | 루벤 우리아                        |
| 기술 코치   | 알베르토 이글레시아스              |
| 체력 코치   | 이스마엘 페르난데스                |
| 골키퍼 코치 | 아이토르 이루                      |
| 단장        | 안도니 이마스                      |
| 의무팀장    | 호세안 레쿠에                      |
| 구단 주치의 | 파코 앙굴로                        |
| 간호부      | 후안마 이피냐, 알바로 캄파         |
| 물리치료사  | 베냐트 아술라, 이수스코 오르투사르 |
| 재활치료사  | 샤비에르 클레멘테                  |
| 용품관리자  | 혼 에스칼사, 이케르 로페스         |

### 역대 감독
| 감독            | 임기        |
| --------------- | ----------- |
| 유프 하인케스   | 1992 ~ 1994 |
| 유프 하인케스   | 2001 ~ 2003 |
| 마르셀로 비엘사 | 2011 ~ 2013 |

## 회장
현 구단 회장은 사업가로도 활동하는 아이토르 엘리세기로 12월 유세를 성공리에 마무리하며 호수 우루티아의 후임 회장으로 취임했다. 총 19,340명의 회원이 투표에 참가했다. 이 중 엘리세기가 9,264표(47.9%)를 득표해 9,179표(47.46%)를 얻은 경쟁자 알베르토 우리베-에체바리아를 제쳤다. 781표(4.04%)는 기권이었고, 116표(0.6%)는 무효였다.
아틀레틱 클럽의 수뇌부는 다음과 같이 구성되어 있다:
- 회장: 아이토르 엘리세기
- 부회장: 미켈 마르티네스
- 비서: 페르난도 산 호세
- 보조 비서: 마리아 타토
- 회계원: 아이토르 베르나르도
- 회계사: 혼 안데르 데 라스 푸엔테스
- 수뇌진: 베고냐 카스타뇨, 고요 아르비수, 이트시아르 비야만도스, 오스카르 베리스타인, 호아나 마르티네스, 이케르 고니, 오스카르 아르세, 리카르도 에르나니, 토마스 온다라, 호르헤 고메스, 마누 모스테이로
- 총단장: 혼 베라사테기
- 구단 대표: 후안 이그나시오 아니바로
- 단장: 라파엘 알코르타

## 유니폼 변천사
| 1903년 | 1910년 | 1913년 | 1950년 | 1970년 | 1982년 | 1996년 | 2004년 |
| ------ | ------ | ------ | ------ | ------ | ------ | ------ | ------ |
|        |        |        |        |        |        |        |        |

## 유니폼 제작사 및 후원사
| 기간      | 유니폼 제작사 | 후원사            |
| --------- | ------------- | ----------------- |
| 1982–1990 | 아디다스      | 없음              |
| 1990–1999 | 카파          | 없음              |
| 1999–2001 | 아디다스      | 없음              |
| 2001–2008 | 100% 아틀레틱 | 없음              |
| 2008–2009 | 100% 아틀레틱 | 페트로노르        |
| 2009–2013 | 엄브로        | 페트로노르        |
| 2013–2015 | 나이키        | 페트로노르        |
| 2015–2017 | 나이키        | 쿠차 상호저축은행 |
| 2017–2023 | 뉴 발란스     | 쿠차 상호저축은행 |

1. ↑  잉글랜드의 유니폼 제작사 엄브로가 2009년에 2017년까지 유효한 장기 유니폼 제작 계약을 맺었다.[54] 그러나 나이키가 자회사 엄브로를 매각하면서, 2013-14 시즌을 기점으로 구단 유니폼은 나이키가 맡게 되었다.

## 수상

### 남자부
- 라 리가 우승 8회
  - 우승: 1929-30, 1930-31, 1933-34, 1935-36, 1942-43, 1955-56, 1982-83, 1983-84
- 코파 델 레이 우승 24회[note 1]
  - 우승: 1903, 1904, 1910, 1911, 1914, 1915, 1916, 1921, 1923, 1930, 1931, 1932, 1933, 1943, 1944, 1944-45, 1949-50, 1955, 1956, 1958, 1969, 1972-73, 1983-84, 2023-24
- 수페르코파 데 에스파냐 우승 3회
  - 우승: 1984,[note 2] 2015, 2020-21
- 코파 에바 두아르테 우승 1회[note 3]
  - 우승: 1950
- 코파 데 라 코로나시온 우승 1회
  - 우승: 1902
- 유로파리그 준우승 1회
  - 2011-12

## 시즌 결과
| 시즌    | 리그 | 리그 | 리그 | 리그 | 리그 | 리그 | 리그 | 리그 | 리그 | 컵     | 유럽                   | 유럽     | 기타 대회              | 기타 대회 | 시즌 최다 득점자 | 시즌 최다 득점자 |
| 시즌    | 부   | 순   | 전   | 승   | 무   | 패   | 득   | 실   | 점   | 컵     | 유럽                   | 유럽     | 기타 대회              | 기타 대회 | 이름             | 골               |
| ------- | ---- | ---- | ---- | ---- | ---- | ---- | ---- | ---- | ---- | ------ | ---------------------- | -------- | ---------------------- | --------- | ---------------- | ---------------- |
| 2013–14 | 1부  | 4위  | 38   | 20   | 10   | 8    | 66   | 39   | 70   | 8강    |                        |          |                        |           | 아리츠 아두리스  | 18               |
| 2014–15 | 1부  | 7위  | 38   | 15   | 10   | 13   | 42   | 41   | 55   | 준우승 | 챔피언스리그유로파리그 | 조별32강 |                        |           | 아리츠 아두리스  | 26               |
| 2015–16 | 1부  | 5위  | 38   | 18   | 8    | 12   | 58   | 45   | 62   | 8강    | 유로파리그             | 8강      | 수페르코파 데 에스파냐 | 승        | 아리츠 아두리스  | 36               |
| 2016–17 | 1부  | 7위  | 38   | 19   | 6    | 13   | 53   | 43   | 63   | 16강   | 유로파리그             | 32강     |                        |           | 아리츠 아두리스  | 24               |
| 2017–18 | 1부  | 16위 | 38   | 10   | 13   | 15   | 41   | 49   | 43   | 32강   | 유로파리그             | 16강     |                        |           | 아리츠 아두리스  | 20               |
| 2018–19 | 1부  | 8위  | 38   | 13   | 14   | 11   | 41   | 45   | 53   | 16강   |                        |          |                        |           | 이냐키 윌리암스  | 14               |
| 2019–20 | 1부  | 11위 | 38   | 13   | 12   | 13   | 41   | 38   | 51   | 준우승 |                        |          |                        |           | 라울 가르시아    | 15               |
| 2020–21 | 1부  | 10위 | 38   | 11   | 13   | 14   | 46   | 42   | 46   | 준우승 |                        |          | 수페르코파 데 에스파냐 | 승        | 라울 가르시아    | 10               |

순. = 순위; 전 = 총 경기 횟수; 승 = 승리 횟수; 무 = 무승부 횟수; 패 = 패배 횟수; 득 = 득점 횟수; 실 = 실점 횟수; 점 = 승점

| 우승 | 준우승 | 챔피언스리그 진출 | 유로파리그 진출 | 트로페오 사라 |

## 통계와 기록

### 통계
단체 정보
- 회원 수: 44,171
- 지지 단체 수: 452
- 예산: €101,940,138 (2018–19 시즌)
- TV 매출: €71,000,000 (2016–17 시즌)

역대 성적
- 라 리가 참가 시즌: 개근[60]
- 라 리가 역대 최고 성적: 1위 (8회)
- 라 리가 역대 최악 성적: 17위 (1회)
- 라 리가 역대 순위: 5위[61]
- 역대 최고 챔피언스리그 / 유러피언컵 성적: 8강 (1956–57)
- 역대 최고 유로파리그 / UEFA컵 성적: 준우승 (1976–77, 2011–12)
- 유럽대항전 참가 횟수: 32회 (2017-18 시즌 기준)

챔피언스리그 / 유러피언컵 5회 참가
유로파리그 / UEFA컵 18회 참가
컵위너스컵 2회 참가
인터시티스 페어스컵 6회 참가
UEFA 인터토토컵 1회 참가
득점 기록
- 단일 경기 최다 득점 안방 경기: 아틀레틱 12 - 바르셀로나 1 (1930-31 시즌)
- 단일 경기 최다 득점 원정 경기: 오사수나 1 - 아틀레틱 8 (1958-59 시즌)
- 단일 경기 최다 득점 코파 델 레이 경기: 아틀레틱 12 - 셀타 비고 1 (1946-47 시즌)
- 단일 경기 최다 득점 유럽대항전 경기:  스탕다르 리에주 1 - 아틀레틱 7 (2004-05 시즌)

선수 기록
- 역대 최다 득점: 텔모 사라 (367골)
- 역대 최다 출장: 호세 앙헬 이리바르 (614경기)
- 구단 역대 최다 우승 선수: 기예르모 고로스티사 (15회)
- 역대 최연소 출전 선수 (아마추어): 도밍고 고메스-아세도 (16세)[62][63]
- 역대 최연소 출전 선수 (프로): 이케르 무니아인 (16세)[64]
- 역대 최연소 득점 선수 (아마추어): 도밍고 고메스-아세도 (16세)[62][63]
- 역대 최연소 득점 선수 (프로): 이케르 무니아인 (16세)[64]
- 역대 최고령 은퇴 선수: 아르만도 리베이로 (39세)[65]
- 역대 최고령 득점 선수: 아리츠 아두리스 (38세)[66]
- 역대 최고 이적료 영입: 이니고 마르티네스 (2018년, 레알 소시에다드에서 €32M에 영입)[67][68]
- 역대 최고 이적료 방출: 케파 아리사발라가 (2018년, 첼시로 €80M에 방출)[69]

### 기록
- 레알 마드리드와 바르셀로나와 함께 아틀레틱은 라 리가에 매 시즌 개근한 구단으로 1부 리그에서 강등된 적이 없다.[70]
- 1929-30 시즌, 18경기 무패로 리그 역사상 최초의 무패 우승.[70]
- 라 리가 역사상 역대 최다 점수차 승리 기록 (1930-31 시즌 바르셀로나전, 12-1 승).[70]
- 코파 델 레이 역사상 역대 최다 점수차 승리 기록 (1947년 셀타 비고전 12-1 승).[70]
- 레알 마드리드,(산티아고 베르나베우에서 6-0 승) 바르셀로나,(캄 노우에서 6-0 승) 에스파뇰,(5-1 승) 그리고 오사수나(8-1 승)와의 원정 경기 역대 최다 점수차 승리 기록.[70]
- 텔모 사라는 라 리가 역사상 6회 득점왕에 등극한 유일한 국내 선수.[70]
- 텔모 사라는 코파 델 레이 역대 최다 득점 선수 (81골).[70]
- 아구스틴 가인사는 라 리가 역사상 단일 경기 최다 득점 선수 (8골).[70]
- 텔모 사라는 코파 델 레이 결승전 역대 최다 득점 선수 (4골).[70]

## 경기장 정보

산 마메스 내부 전경.

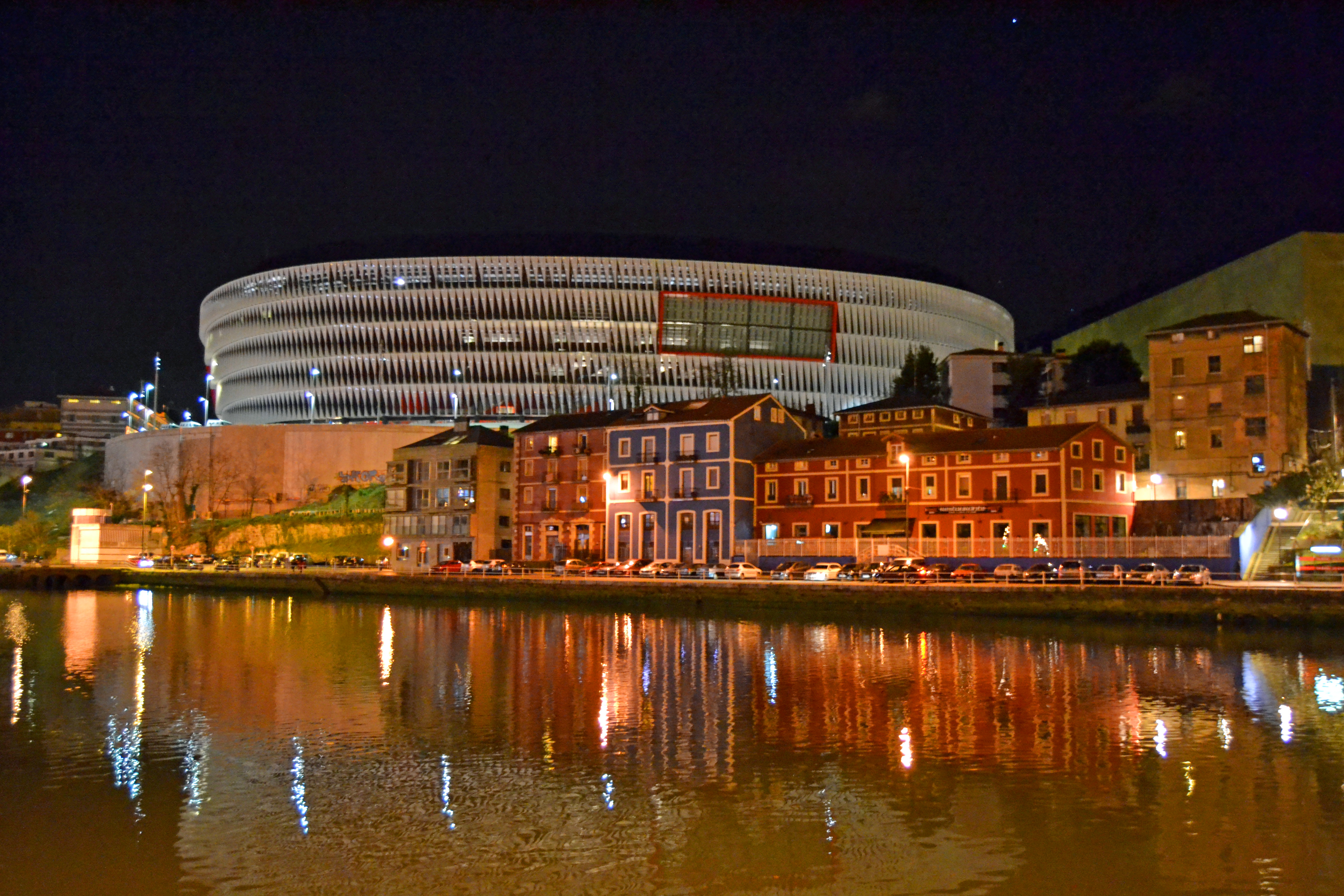
산 마메스

### 산 마메스
- 명칭: 산 마메스
- 별칭: 성당 (La Catedral)
- 도시: 빌바오
- 개장: 2013년 9월
- 수용 인원: 53,289명[2]
- 기공: 2010년 5월 25일
- 완공 (1단계): 2013년 9월
- 완공 (전체): 2014년 8월
- 구장 크기: 105 m × 68 m (344 ft × 223 ft)
- 훈련장: 레사마

## 레사마 훈련장

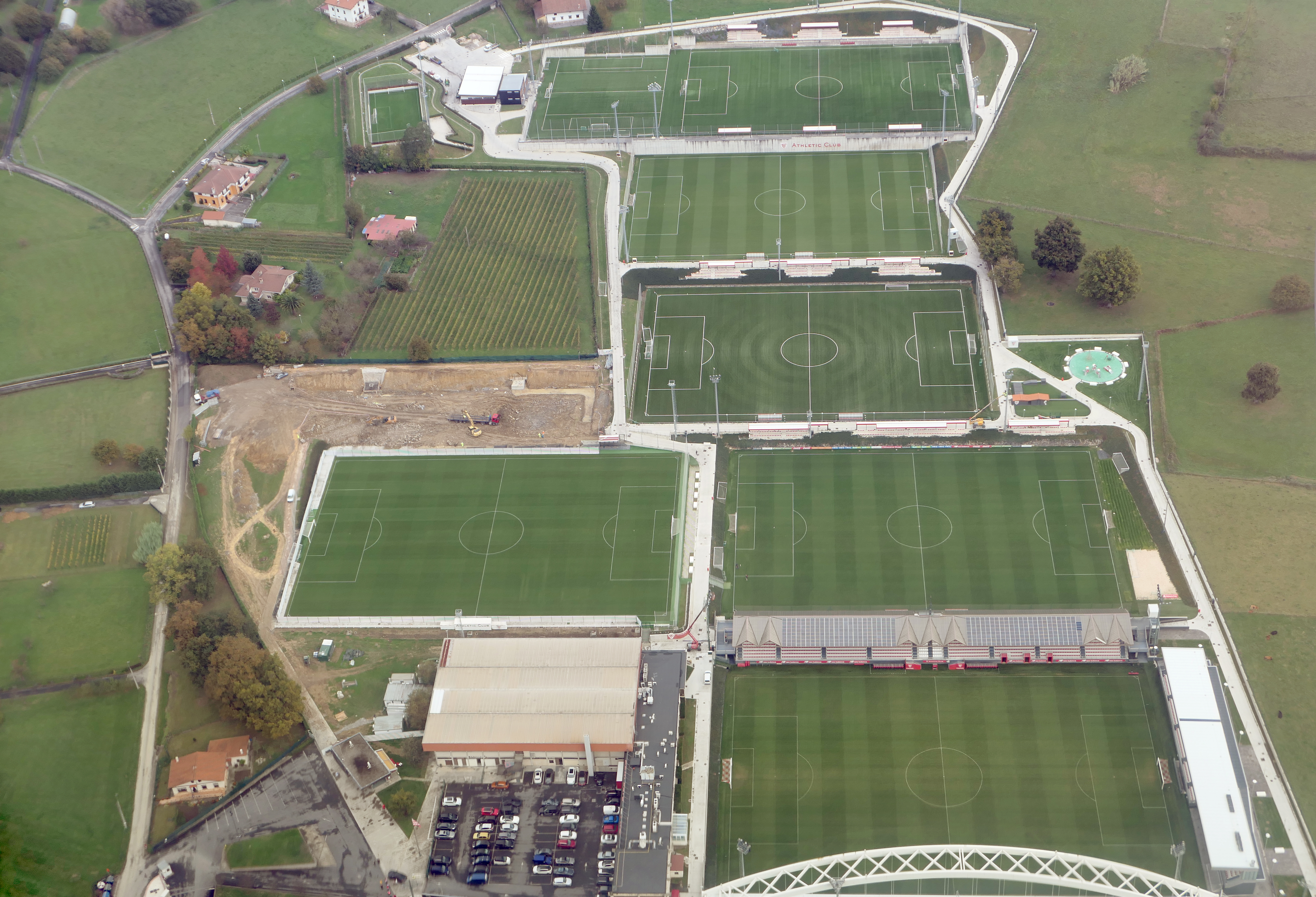
2019년 레사마 훈련장의 항공 사진

레사마 훈련장은 아틀레틱의 전 부서의 훈련장이다. 레사마는 1971-72 시즌에 펠릭스 오라 회장의 임기에 개장했다. 현재 훈련장에 5개의 천연 잔디 구장, 체육관, 사무실, 의료 시설, 그리고 유소년 기숙사가 완비되어 있다. 레사마는 호세 마리아 아라테 회장의 임기였던 1995년을 기점으로 재단장에 들어갔고, 새 도로가 개통되고 주차장 출입구가 증축되어 다수의 차량을 흡수할 수가 있게 되었고, 유소년 선수들의 경기를 보러 오는 사람의 편의가 증대되었다.
훈련장은 빌바오에서 16킬로미터 떨어진 레사마군에 있다.

### 향후 계획
구단 수뇌부는 "레사마 마스터 플랜"을 승인하여 유소년부와 1군의 기반 시설을 개선하는 데에 착수했다. "계획"은 아틀레틱 유망주들의 학업 지원 필요성에 따라 추진되었다. 재단장은 2년에서 3년 정도 걸릴 것으로 예상되었으며 예산은 €12M 정도로 책정되었다. 구단은 유소년부의 체제를 탄탄히 하기 위해, 구단의 미래를 위한 시설들을 확보해 하위 연령대의 선수들의 강의실과 시청각부를 이용할 수 있게 될 예정이다.

## 같이 보기
- 빌바오 아틀레틱 - 세군다 디비시온 B의 2군
- CD 바스코니아 - 테르세라 디비시온의 20세 이하 연계 구단
- 아틀레틱 빌바오 칸테라 - 디비시온 데 오노르 데 후베닐 데 푸트볼의 19세 이하 유소년부
- 아틀레틱 클루브 페메니노 - 프리메라 디비시온 페메니나의 여자 축구부
- 아틀레틱 빌바오의 기록 및 통계 목록
- 원 클럽 어워드 - 아틀레틱이 주관하여 현역 기간 동안 한 구단에만 헌신한 선수들에게 수상하는 연간 시상식
- 스포츠와 정치

## 참고
1. 1 2  
아틀레틱 클루브의 코파 델 레이 우승 횟수는 논쟁의 대상이다. 1902년 코파 데 라 코로나시온은 아틀레틱 클루브와 빌바오 축구단의 선수들로 구성된 클루브 비스카야가 우승했기 때문이다. 아틀레틱 클루브와 빌바오 축구단은 1903년에 합병되어 아틀레틱 클루브가 되어 1903년에 첫 공식 코파 델 레이를 우승했다. 1902년에 우승한 컵도 아틀레틱의 박물관에 전시되어 있고,[56] 구단 또한 수상 명단 맨 위쪽에 코파 데 라 코로나시온 우승을 놓고 있다. 그러나, LFP와 RFEF의 공식 통계에는 1902년 대회 우승을 아틀레틱의 공식 코파 델 레이 우승으로 보고 있지 않다.[57]
2. ↑  1984년 수페르코파 데 에스파냐는 라 리가와 코파 델 레이를 모두 석권하여 자동으로 획득하였다.
3. ↑  코파 에바 두아르테는 현 수페르코파 데 에스파냐의 전신으로 라 리가 우승 구단과 코파 델 헤네랄리시모 우승 구단이 격돌했다.